# 希尼·霍查
希尼·霍查（1992年1月6日—）是一名阿爾巴尼亞游泳運動員，曾代表國家參加2008年北京奧運的男子50米自由泳比賽及2012年倫敦奧運的會男子100米自由泳比賽，但兩次都未能獲獎。